# Gedegenereerde verdeling
In de kansrekening is een gedegenereerde verdeling of ontaarde verdeling de kansverdeling van een discrete toevalsgrootheid die slechts één bepaalde waarde aanneemt. Voorbeelden van zo'n verdeling zijn het werpen van een muntstuk met op beide zijden kop, of een dobbelsteen die op alle zijden zes ogen heeft. Er is dus niet echt van toeval sprake, maar in formele zin is voldaan aan de definitie van een toevalsgrootheid.
De gedegenereerde verdeling is geconcentreerd in een punt {\displaystyle a} van de reële getallen. De kansfunctie van een dergelijke gedegenereerde toevalsgrootheid {\displaystyle X} wordt gegeven door:
{\displaystyle p_{X}(x)=P(X=x)={\begin{cases}1&{\mbox{als }}x=a\\0&{\mbox{als }}x\neq a\end{cases}}}
De bijbehorende verdelingsfunctie is:
{\displaystyle F_{X}(x)=P(X\leq x)={\begin{cases}1&{\mbox{als }}x\geq a\\0&{\mbox{als }}x<a\end{cases}}}.

Van een gedegenereerde verdeling bestaat geen kansdichtheid. Wel kan de Diracdelta-functie als generalisatie van de kansdichtheid gebruikt worden.